# Алія аль-Хусейн
Алія Баха ад-дін Тукан (араб. علياء بھاء الدين طوقان), або королева Алія аль-Хусейн (араб. علياء الحسين 25 грудня 1948, Каїр, Єгипет — 9 лютого 1977, Амман, Йорданія) — королева Йорданії, третя дружина йорданського короля Хусейна бен Талала, представниця роду Тукан, який керував санджаком Наблус в Османській імперії, дочка дипломата Бахи ад-діна Тукана.

## Біографія

### Дитинство і юність
Алія Баха ад-дін Тукан народилася в Каїрі 24 грудня 1948 в сім'ї дипломата Бахи ад-діна Тукана і Ханнах, до шлюбу Хашем. По лінії батька вона походила зі знатного палестинського роду Тукан, чиї представники правили санджаком Наблус у Палестині за часів Османської імперії. Ще до народження дочки сім'я переїхала з Наблуса в Ас-Сальт до Йорданії. Батько майбутньої королеви вступив на дипломатичну службу до Абдулли ібн Хуссейна, короля Йорданії. Алія народилася, коли він служив послом Йорданії в Єгипті.
Майбутній чоловік вперше побачив її, коли їй був рік. Принц Хусейн бен Талал, якому було 13 років, навчався в коледжі Вікторії в Александрії і під час канікул проживав у резиденції посла в Каїрі. Дитинство і юність Алії пройшли при дипломатичних місіях Йорданії в Єгипті, Туреччині, Великій Британії, США та Італії, куди сім'я переїжджала слідом за батьком.
У Лондоні вона навчалася в приватній школі. У Римі вивчала політологію в Центрі Джона Феліче — філії Університету Лойоли в Чикаго, який закінчила зі ступенем бакалавра. У Нью-Йорку вступила до Хантерського коледжу, який закінчила зі ступенем магістра зі зв'язків з громадськістю та ступенем бакалавра з психології.
Алія вела спортивний спосіб життя, сподівалась стати дипломаткою, проте випадкова зустріч з королем Хусейном бен Талалом на чужому весіллі змінила її життя. Монарх був одружений другим шлюбом, але до часу їх зустрічі, відносини між ним і дружиною охолонули. Хусейн став залицятися до Алії.
1971 року, слідом за сім'єю, вона повернулася з Нью-Йорка до Аммана, де влаштувалася на роботу у відділ зі зв'язків з громадськістю авіакомпанії «Royal Jordanian». Через два місяці король звернувся до неї з проханням очолити комітет з підготовки першого Міжнародного чемпіонату з водних лиж в Акабі, спонсором якого була авіакомпанія, в якій працювала Алія. Змагання пройшло у вересні 1972 року. У грудні того ж року Хусейн і Алія одружилися.

### Королева Йорданії
Алія заснувала Офіс Її Величності королеви Йорданії і стала першою королевою Йорданії, що займала активну громадську позицію. Особливу увагу вона приділяла фінансуванню проєктів у галузі соціального розвитку, захисту прав і здоров'я жінок і дітей, насамперед сиріт та безпритульних. За її правління підвищився рівень надання послуг у медичних установах країни, діти з бідних сімей змогли реалізувати своє право на освіту, у країні було побудовано мережу бібліотек.
Підтримуючи розвиток національної культури, Алія сприяла заснуванню Національної фольклорної трупи, Художньої галереї, що нині носить її ім'я, Джерашського фестивалю мистецтв.
4 квітня 1974 за активної участі королеви прийнято закон, який надав жінкам Йорданії виборче право і право бути обраними до парламенту. Однак дію цього закону було призупинено через відсутність парламентського життя в Йорданії від 1974 до 1989 року.
Одразу після одруження, 24 грудня 1972 року Алія отримала Велику стрічку і Ланцюг Ордену Хусейна ібн Алі і Велику спеціальну зірку Ордену Відродження. У 1976 році королева отримала японський Орден Дорогоцінної корони I ступеня і австрійську Велику почесну зірку «За заслуги перед Австрійською Республікою».
Королева Алія аль-Хусейн загинула в результаті аварії вертольота, повертаючись до Аммана після візиту в шпиталь Тафілех на півдні Йорданії, 9 лютого 1977. Її поховали на королівському кладовищі при резиденції Аль-Маквар. Над місцем поховання королеви побудували усипальницю. На честь королеви названо міжнародний аеропорт в Аммані. У Йорданії її ім'я носять також кілька благодійних, медичних та освітніх установ.

## Шлюб, титули, нащадки
Через чотири місяці після заручин, 24 грудня 1972 року, в Аммані відбулася приватна церемонія одруження між Алією Бахою ад-дін Тукан і Хусейном бен Талалом (14.11.1935 — 7.2.1999), королем Йорданії, сином Талала ібн Абдалли, короля Йорданії та Зейн аль-Шараф Талал з роду шерифів і великих візирів Османської імперії. Титул та ім'я Алії Бахи ад-дін Тукан після одруження — королева Алія аль-Хусейн. У цьому шлюбі королева народила двох дітей:
- Принцеса Хайя бінт аль-Хусейн (нар. 3.5.1974), принцеса Йорданського Хашимітського королівського дому, 10.4.2004 одружилася з Мохаммедом ібн Рашидом аль-Мактумом (нар. 22.7.1949), еміром Дубая;
- Принц Алі бін аль-Хусейн (нар. 23.12.1975), принц Йорданського Хашимітського королівського дому, 23.4.2004 одружився з Рим аль-Алі (нар. 1969)[12].

1976 року королівська пара удочерила дівчинку-палестинку Абір Мухаїсен (нар. 1973), яка стала сиротою після авіакатастрофи в таборі біженців-палестинців під Амманом в Йорданії.

## Відеозаписи
- H.M Queen Alia Al Hussein of Jordan на YouTube — «Її Величність королева Йорданії Алія аль-Хусейн». (англ.)
- Queen Alia на YouTube — «Королева Алія». (англ.)
- جنازة الملكة علياء عام 1977- محمد ربابعه на YouTube — «Похорони королеви Алії 1977 року» (документальний запис). (араб.)